# 李承刚
李承刚（1932年—2023年1月1日），男，江苏苏州人，中国建筑防水专家，中国建筑科学研究院研究员，享受国务院政府特殊津贴专家。曾任中国建筑科学研究院党委书记。